# Sét trương nở
Sét trương nở là một loại đất sét có khả năng thay đổi thể tích lớn liên quan trực tiếp đến sự thay đổi hàm lượng nước. Khi hàm lượng nước giảm thì thể tích của đất cũng giảm theo hay co lại.
Loại sét này chứa các khoáng vật sét có khả năng giữ ẩm trong nhóm smectit bao gồm montmorillonit, bentonit và illit. Trong đó, smectit có đặc điểm trương nở đặc trưng nhất. Việc giảm thiểu những tác động của sét trương nở vẫn còn là một thách thức trong địa kỹ thuật. Các loại đất này thường phát triển ở những vùng có khí hậu khô hạn hoặc bán khô hạn.